# Sophiornithidae
I Sophiornithidae (letteralmente "Uccelli della saggezza") sono una famiglia estinta di uccelli predatori delle dimensioni di un pollo che ha vissuto dal Paleocene all'Eocene, periodi del Cenozoico, ritrovati principalmente in Europa e considerati dei gufi primitivi.
I generi francesi Berruornis (dal tardo Paleocene al tardo Eocene/primo Oligocene), così come il Palaeotyto e il Palaeobyas di Quercy, sono talvolta inseriti in questa famiglia. L'ultimo genere potrebbe riferirsi ai Tytonidae, mentre il primo potrebbe essere un esempio di gufo primitivo ma non un vero e proprio sofiornitide. Il genere Strigopidi era stato inserito in questa categoria per un certo periodo, ma è stato spostato diverse volte da allora  e sembra essere un ameghinornithidae; queste specie erano parenti lontani dei Seriema.